# Corn Creek (Dakota del Sur)
Corn Creek es un lugar designado por el censo ubicado en el condado de Mellette en el estado estadounidense de Dakota del Sur. En el Censo de 2010 tenía una población de 105 habitantes y una densidad poblacional de 19,28 personas por km².

## Geografía
Corn Creek se encuentra ubicado en las coordenadas 43°34′35″N 101°12′22″O / 43.57639, -101.20611. Según la Oficina del Censo de los Estados Unidos, Corn Creek tiene una superficie total de 5.45 km², de la cual 5.28 km² corresponden a tierra firme y (3%) 0.16 km² es agua.

## Demografía
Según el censo de 2010, había 105 personas residiendo en Corn Creek. La densidad de población era de 19,28 hab./km². De los 105 habitantes, Corn Creek estaba compuesto por el 0% blancos, el 0% eran afroamericanos, el 100% eran amerindios, el 0% eran asiáticos, el 0% eran isleños del Pacífico, el 0% eran de otras razas y el 0% pertenecían a dos o más razas. Del total de la población el 0% eran hispanos o latinos de cualquier raza.